# Danh sách bạo chúa Hy Lạp cổ đại
Đây là danh sách các bạo chúa ở tất cả các thành bang Hy Lạp cổ đại.

## Agrigentum(Acragas)
- Phalaris, 570 TCN-554 TCN
- Theron, 488 TCN-472 TCN

## Atarneus
- Hermias của Atarneus

## Athena
- Pisistratus, 561 TCN, 559 TCN-556 TCN và 546 TCN-528 TCN.
- Hipparchus (527 TCN-514 TCN) và Hippias (527 TCN-510 TCN), con trai của Pisistratus; Hipparchus về sau bị Harmodius và Aristogeiton sát hại.
- Theramenes, Critias và Charicles dẫn đầu các thành viên của Ba mươi bạo chúa sau khi Athena bị đánh bại trong cuộc Chiến tranh Peloponnesus.

## Argos
- Pheidon, khoảng 650 TCN

## Byzantium
- Clearchus của Sparta, Thế kỷ 5 TCN

## Corinth
- Cypselus (hoặc Kypselos), Thế kỷ 7 TCN
- Periander, con trai của Cypselus
- Psammetichus, cháu trai của Periander và là người kế nhiệm ông, nhưng cai trị chỉ kéo dài được ba năm.

## Cộng hòa Síp
- Nicocreon

## Ephesus
- Athenagoras, Thế kỷ 6 TCN
- Pythagoras, Thế kỷ 6 TCN
- Pindarus, khoảng 560 TCN
- Pasicles

## Gela
- Cleandrus, 505 TCN-498 TCN
- Hippocrates, 498 TCN-491 TCN
- Gelo, 491 TCN-485 TCN
- Hieron I, 485 TCN-466 TCN
- Polyzalus?

## Heraclea Pontica
- Clearchus
- Timotheus
- Dionysius
- Oxyathres

## Halicarnassus
- Artemisia I của Caria, Thế kỷ 5 TCN

## Katane
- Euarchus, 729 TCN-?
- Deinomenes, 470 TCN-465 TCN
- Mamercus, 335 TCN-338 TCN

## Megara
- Theagenes, Thế kỷ 7 TCN

## Miletus
- Amphitres, cuối Thế kỷ 8 hoặc 7 TCN
- Thrasybulus, Thế kỷ 7 TCN
- Histiaeus, Thế kỷ 6 TCN
- Aristagoras, Thế kỷ 6 TCN
- Thoas, Thế kỷ 6 TCN
- Damasanor, Thế kỷ 6 TCN
- Timarchus, Thế kỷ 3 TCN

## Mytilene
- Melandrus, cuối thế kỷ 7 TCN
- Myrsilus, cuối thế kỷ 7 TCN, (Alcaeus chống lại ông)
- Coes, Thế kỷ 5 TCN

## Naxos
- Lygdamis, Thế kỷ 6 TCN

## Pellene
- Chaeron

## Pherae
- Jason, bị ám sát năm 370 TCN
- Alexander, con trai của Jason, 369 TCN-358 TCN

## Rhegium
- Anaxilas 494 TCN-474 TCN

## Samos
- Demoteles, Thế kỷ 7 TCN
- Syloson, đầu thế kỷ 6 TCN
- Polycrates, 535 TCN-515 TCN
- Douris, Thế kỷ 4 TCN

## Sicyon
- Orthagoras, 676 TCN
- Myron I
- Aristonymus
- Myron II và Isodemus, khoảng 600 TCN
- Cleisthenes, 600 TCN-560 TCN
- Aeschines, khoảng 510 TCN
- Cleon
- Tidas

## Syracuse
- Gelon, 491 TCN-478 TCN
- Hieron I, 478 TCN-466 TCN
- Thrasybulus, 466 TCN-465 TCN
- Dionysius Cha, 405 TCN-367 TCN
- Dionysius Con, 367 TCN-356 TCN và 347 TCN-344 TCN
- Dion, 356 TCN-347 TCN
- Nysaeos, 350 TCN-346 TCN
- Timoleon, 345 TCN-337 TCN
- Agathocles, 317 TCN-289 TCN
- Icetas, 289 TCN-280 TCN
- Toinon, 280 TCN
- Sosistratus, 280 TCN-277 TCN
- Hiero II, 275 TCN-215 TCN
- Gelon II, 240 TCN-216 TCN
- Hieronymus, 215 TCN-214 TCN
- Adranodoros, 214 TCN-212 TCN
- Hippocrates, 213 TCN-212 TCN
- Epicydes, 213 TCN-212 TCN
- Acestorides ?
- Apollocrates ?
- Heracleides ?